# VDRL

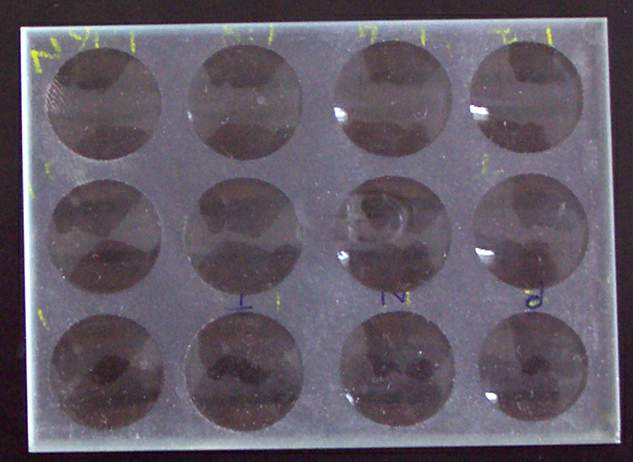
Lamelle de VDRL utilisée dans le test VDRL

En anglais : Venereal Disease Research Laboratory (ou VDRL), c'est un test biologique utile au diagnostic de la syphilis.
Cet examen de laboratoire détecte des anticorps dirigés contre des antigènes non tréponèmiques appelés cardiolipines, ce qui en fait donc un test non spécifique, contrairement au TPHA. Les causes de faux positif sont : la grossesse, des maladies auto-immunes (lupus, polyarthrite rhumatoïde), certains médicaments, certaines infections bactériennes (lèpre…) ou virales (mononucléose...) ou d'autres tréponématoses (pian, bejel, pinta).
Par contre le VDRL est utile dans le suivi du traitement car il est le seul à régresser à la guérison.